# Pabay Mór
Pour les articles homonymes, voir Pabay (homonymie).
Pabay Mór est une île du Royaume-Uni située en Écosse.